# Belle Air
Belle Air is een Albanese low-cost luchtvaartmaatschappij met thuisbasis in Tirana. Sinds eind november 2013 wordt er niet meer gevlogen. Men is op zoek naar nieuwe investeerders.

## Geschiedenis
Belle Air werd opgericht in 2005 en is gestart met vluchten in 2006. Op 24 november 2013 is de maatschappij gestopt met het uitvoeren van vluchten.

## Vloot
De vloot van Belle Air bestond op juli 2016 uit:
- 4 Airbus A319-100
- 2 Airbus A320-200
- 2 ATR 72
- 1 ATR 42
- 2 McDonnell Douglas MD-82